# Зувдија Хоџић
Зувдија Хоџић (Гусиње, 1. август 1943) југословенски и црногорски је писац, песник, новинар и академик.

## Биографија
Зувдија Хоџић завршио је Филолошки факултет у Приштини. Радио је као новинар „Титоградске трибине”, а потом у Дому омладине „Будо Томовић”. Био је секретар Савеза омладине Титограда, уредник „Титовог пионира”, замјеник директора и главног уредника ИНДОК-ЦЕНТРА и „Титоградске трибине”, замјеник главног уредника „Стварања”. Био је главни уредник часописа „Код”, уредник часописа „Алманах” и ревије „Путовања”. Генерални је секретар Црногорског ПЕН центра. Члан је Црногорског друштва независних књижевника и Матице црногорске од њиховог оснивања.
Био је посланик у Скупштини Црне Горе и одборник у Скупштини града Подгорица. У ОЕБС-овој „Школи за Роме” предавао је културу, књижевност и традицију Рома. Потпредсједник је СУБНОР-а и антифашиста Црне Горе и предсједник Управног одбора Центра за исељенике Црне Горе.
Троструки је побједник фестивала младих пјесника Југославије „Мајска руковања” и побједник југословенског фестивала поезије „Поткозјачке вечери” у Куманову, као и фестивала у Никшићу, Београду. Заступљен је у више антологија објављених у Црној Гори, као и појединим издањима лектира у Црној Гори и БиХ. Хоџић је био део рецезентске комисије за читанке и уџбенике матерњег језика као и члан комисије за израду наставног плана и програма за матерњи језик и књижевност основних и средњих школа Црне Горе.
Године 2011. изабран је за ванредног члана ЦАНУ, а за редовног 2018. године. Има статус истакнутог ствараоца у култури.
Бави се цртањем и графиком. Имао неколико самосталних изложби. Своје радове објавио је у монографијама Подгорицом старом и Откривање завичаја.
Тренирао је џудо и носилац је црног појаса у овом спорту.

## Награде
- Тринаестојулска награда[3]
- Награда ослобођења Титограда[3]
- Награда „Перо Ћамила Сијарића”[3]
- Награда ослобођења Плава[3]
- Државна награда „Мирослављево јеванђеље”, за књигу Сви моји,  2016.[3]
- Седам првих награда на републичким и савезним конкурсима Савјета омладине Црне Горе[3]
- Награда „Стефан Митров Љубиша”, 2015.

## Одабрана дела
- На првом конаку
- Глува звона
- Неко зове
- Гусињска година
- Давидова звијезда
- Сви моји
- Jедан дан живота